# 220331 Stevenarnold
220331 Stevenarnold este o planetă minoră (asteroid) din centura de asteroizi. A fost descoperită pe 30 martie 2003 la Observatorul Național Kitt Peak de Marc Buie⁠(d). 
Obiectul prezintă o orbită caracterizată de o semiaxă mare de 2,6879142569254 UAi, o excentricitate de 0,043564257942529, o înclinație de 2,9077278062991 ° în raport cu ecliptica.